# Malick Daf
Malick Daf, né le 25 août 1968 à Médina au Sénégal, est un footballeur international sénégalais jouant au poste de milieu dans les années 1980 à la fin des années 2000. Il se reconvertit ensuite entraîneur, devenant entraîneur de plusieurs clubs au Sénégal et sélectionneur de l’équipe de football du Sénégal des catégories hommes des moins de 17 ans et 20 ans.

## Biographie
Malick Daf, surnommé Malaf, est issu d’une famille de footballeurs. Son père Habib Daf fut un joueur de l’US Gorée et son cousin Omar Daf est un ancien international sénégalais qui atteint les quarts de finale du Mondial 2002 puis devenu entraîneur également. Son petit-fils joue aussi au football.
Malick Daf est né à la Médina le 25 août 1968. Il a grandi a dans la commune de Gueule Tapée-Fass-Colobane, Ayant pratiqué la lutte sénégalaise avec la réputation d'avoir eu un bon niveau, il pouvait avoir une belle carrière professionnelle s’il n’était pas devenu footballeur.
En 1985, il commence sa carrière chez les Cadets de Kussum, club qui joue en Navétanes avant de rejoindre l’US Gorée en U20. Puis les Mbotty Pom en Seniors en Navétanes, intégré dans l’Équipe du Sénégal de football en 1986 jusqu’à 1989, il se dirige vers le Port Autonome avant de filer en Belgique dans le club de KSK Hasselt de 1989 à 1992. Après son aventure en Belgique. Il rejoint le Championnat d'Arabie saoudite de football. À la fin de son contrat avec le club saoudien[Lequel ?]. Il retrouve le championnat local avec le Port Autonome, club où il termine sa carrière avant d’y commencer sa carrière d’entraîneur.
En tant qu'entraîneur, il remporte son premier trophée du Championnat du Sénégal de football 2005 puis deux fois de suite le Championnat du Sénégal de Ligue 2 en 2011 avec le Diambars FC par la suite en 2011-2012 avec le USCT Port.
Il remporte son second titre de Championnat du Sénégal de football D1 en 2018 avec le ASC Jaraaf qui n’avait plus gagné le championnat depuis 10 ans,
Avec l’équipe nationale du Sénégal U17, il commence par remporter le UFOA U17 en 2018 et 2021, où il a été sacré meilleur technicien du tournoi. Qualifié aussi pour la CAN U17 2019, il atteint les phases de groupe qui n’avaient plus été atteintes depuis 2011. Éliminé, il participe après à la Coupe du monde de football des moins de 17 ans 2019 à la place de la Guinée -17 disqualifiée pour une fraude sur l’âge. Éliminé face à l’Espagne, il atteint les huitièmes de finale pour la première fois de l’histoire de l’équipe. Qualifié pour la CAN U17 2021, elle a dû être annulée à cause de la Pandémie du Covid-19. Il termine son aventure pour commencer avec l’équipe des moins de 20 ans du Sénégal.
Il remporte le Championnat U-20 Zone A de l'UFOA en 2022, synonyme de qualification pour la CAN U20 2023. Il y effectue un record en remportant la compétition sans encaisser aucun but, une première pour une équipe africaine junior.
avec de nombreux absents. Il termine en phase de groupe de la Coupe du monde de football des moins de 20 ans 2023.
Avant de mettre un terme à son poste d’entraîneur.
Il rejoint de nouveau le club ASC Jaraaf, le plus titré du Sénégal.
En juillet 2025, Malick Daf quitte l'ASC Jaraaf pour rejoindre le Teungueth FC de Rufisque.

## Palmarès
- USTD Port
  - Champion du Championnat du Sénégal de football en 2005
  - Champion du Championnat du Sénégal de football D2 en 2011
- Diambars Football Club
  - Champion du Championnat du Sénégal de football D2 en 2012
- ASC Jaraaf
  - Champion du Sénégal en  2018, 2025
- Sénégal -20
  - Vainqueur de la Coupe d'Afrique des nations des moins de 20 ans en 2023
- Sénégal -17
  - Vainqueur de l‘UFOA U17 en 2018 et  2021

### Distinctions
- Meilleur entraîneur CAN U20 2023[13].
- Meilleur entraîneur Championnat du Sénégal 2024-2025[14]